# قلعة كشاف
قلعة كُشَاف أو تششاف، بضم الكاف وفتح الشين .
هي قلعة أثرية تقع ، على نهر الزاب الكبير، وهو احد فروع دجلة بالقرب من الموصل. تعرف أيضًا باسم (تل كشاف)، ومما لا ريب فيه اسم كشاف هو الصيغة العربية للاسم الاشوري القديم (كَساپا Kasappa) مع التحوير المعتاد من اللغتين. 
ويقع تل كشاف عند موضع المخلط (المكان الذي يصب الزاب الأعلى في دجلة وتختلط فيه مياههما) وتمثل خرائبه مدينة إسلامية تكثر على سطحه كسرات الخزف والزخارف الحصية.
وقد كانت هذه المنطقة ميداناً دامياً للمعركة الشهيرة معركة الزاب الكبرى سنة 132 ه‍/ 750 م، بين الخليفة الأموي الأخير مروان بن محمد والقائد العباسي عبد الله بن علي والتي انتصر فيها الجيش العباسي على الجيش الأموي وانهزم مروان إلى مصر وقتل فيها بمدينة أبي صير.

## قلعة كشاف في المصادر
• وقد اشار اليها المؤرخ يزيد بن محمد بن إياس ، أبو زكريا الأزدي (توفي 334 هـ / 946 م) في كتابه ( تأريخ الموصل) في نصوص عديدة مطوّلة.
• ذكرها ياقوت الحموي في كتابه (معجم البلدان) بصيغة (كشّاف) بقوله: موضع من زاب الموصل.
• ذكرها ابن العبري بصيغة (قلعة صغيرة).
• أما ابن عبد الحق البغدادي فقد ذكرها في كتابه (مراصد الاطلاع) بصيغة (قلعة عظيمة) ومما جاء فيه: (هي قلعة عظيمة، بقرب مصب الزاب، تسكنها النصارى).
• أما أبو الفداء فقد قال عنها : (هي قليعة بين الزاب والشط ، قريبة من مصبّه في الشطّ ، وهي عن إربل (أربيل) نحو مرحلتين في جهة الغرب وبالقرب من كشاف مروج ومراعي وهي منازل للتتر).
• وفي حقبة الايلخانيين يرد ذكر ܟ̇ܶܣܦ̇ܳܐ كشاف كملاذ لبعض أمراء المغول بحسب رواية سريانية لابن العبري في كتابه (تأريخ الزمان).
• وفي الفترة الجليلية من العصر العثماني كانت قلعة كشاف خربة ، بحسب رواية الرحالة أبي الثناء الألوسي البغدادي في كتابه نشوة الذهاب والإياب من بغداد إلى إسطنبول والذي نشر تحت عنوان:نشوة الشمول في السفر إلى إسلامبول.

## قرية كشاف
وكشاف اليوم قرية استمدت اسمها من قلعتها التاريخية، ويعتمد أهلها بشكل رئيس على الزراعة وخاصة الحنطة والشعير وبعض المحاصيل الأخرى. وهي من الناحية الإدارية قرية تابعة إلى ناحية النمرود المرتبطة بقضاء الموصل التابع إلى محافظة نينوى.